# Derek Chauvin
Pour les articles homonymes, voir Chauvin.
Pour l'article détaillé sur son procès, voir Procès de Derek Chauvin. Pour l'article sur les manifestations lors de son procès, voir Manifestations lors du procès de Derek Chauvin à Minneapolis.
Derek Chauvin (/ˈʃoʊ.vən/), de son nom complet Derek Michael Chauvin, né le 19 mars 1976 à Oakdale dans le Minnesota, est un policier américain impliqué dans le meurtre de George Floyd à Minneapolis, le 25 mai 2020. Au cours d'une intervention, il plaque au sol l'Afro-Américain George Floyd menotté, et lui maintient un genou sur la nuque durant neuf minutes, ce qui mène Floyd à l'asphyxie et à la mort. L'évènement déclenche des manifestations et des émeutes à travers tout le pays, puis à l'étranger, et remet au cœur des débats le thème des violences policières envers les Afro-Américains.

## Biographie

### Enfance, études et professions
Derek Chauvin grandit à West Saint Paul dans le Minnesota. Sa mère, femme au foyer et son père, expert-comptable divorcent quand il a sept ans. Il fréquente la Park High School (en) à Cottage Grove, dans le Minnesota, sans pour autant aller au bout de ses études ; il obtient un General Educational Development (GED) en 1994.
Il obtient un certificat en préparation des aliments en quantité et travaille comme cuisinier dans un McDonald's et dans un restaurant buffet Tinucci's ,,. Il sert dans l'armée de terre de réserve des États-Unis de 1996 à 2004. À la Metropolitan State University, il obtient une licence en maintien de l'ordre en 2006,,.

### Carrière dans la police
Derek Chauvin postule au Minneapolis Police Department (en) (MPD) en septembre 2000 et rejoint le MPD en 2001,. Pendant son service, il est impliqué dans trois fusillades, dont l'une est fatale,,,. Il reçoit une médaille de bravoure en 2006 pour avoir été l'un des nombreux policiers à avoir tiré à 23 reprises sur Wayne Reyes qui pointait un fusil sur eux, et une autre en 2008 pour un incident de violence conjugale au cours duquel il enfonce une porte et tire sur Ira Latrell Toles qui aurait tendu son pistolet. Il reçoit une médaille d'éloge en 2008 après que lui et son partenaire ont abordé un suspect en fuite tenant un pistolet. En 2009, le policier reçoit une autre médaille d'honneur après avoir travaillé en dehors de ses heures de service comme agent de sécurité dans une discothèque.

### Meurtre de George Floyd

#### Implication
Le 25 mai 2020, George Floyd est soupçonné d'avoir utilisé un billet de vingt dollars contrefait dans une épicerie. Derek Chauvin est, ce jour-là, le formateur sur le terrain pour deux des autres policiers impliqués et qui en étaient à leur première semaine de service actif.
Durant huit minutes et 46 secondes, alors que George Floyd est menotté et allongé face contre terre sur le bitume maintenu par deux officiers, Derek Chauvin conserve son genou sur le cou de l'individu. Durant ces huit minutes, George Floyd dit à plusieurs reprises : « Je ne peux pas respirer », « Maman », « Ils vont me tuer » ; il gémit et hurle également. Derek Chauvin lui aurait répondu : « Alors arrête de parler, arrête de crier, ça nécessite une sacrée quantité d'oxygène de parler. » Pendant les trois dernières minutes, George Floyd est immobile et n'a plus de pouls. Les témoins présents lors de la scène exigent alors que les policiers vérifient le pouls de l'homme. Un ambulancier vient prendre son pouls pendant que Derek Chauvin continue de maintenir son genou sur la nuque de George Floyd. L'ambulancier demande alors au policier de retirer son genou, ce dernier s'exécute. Derek Chauvin, ses collègues et l'ambulancier placent George Floyd sur la civière et le conduisent dans l'ambulance. À l'hôpital, George Floyd est déclaré mort.
Les images de la vidéosurveillance d'une entreprise voisine n'ont pas montré George Floyd résistant à son arrestation, contrairement à ce que les policiers ont déclaré. La plainte pénale a déclaré que, sur les images de la caméra-piéton, Floyd dit avoir peur d'entrer dans le véhicule de police à cause de sa claustrophobie. Il résiste donc par peur d'être placé dans le véhicule et tombe au sol. Derek Chauvin et les deux autres officiers l'immobilisent au sol.
Plusieurs passants ont pris des vidéos qui ont été largement diffusées sur les réseaux sociaux.

#### Émergence de mouvements

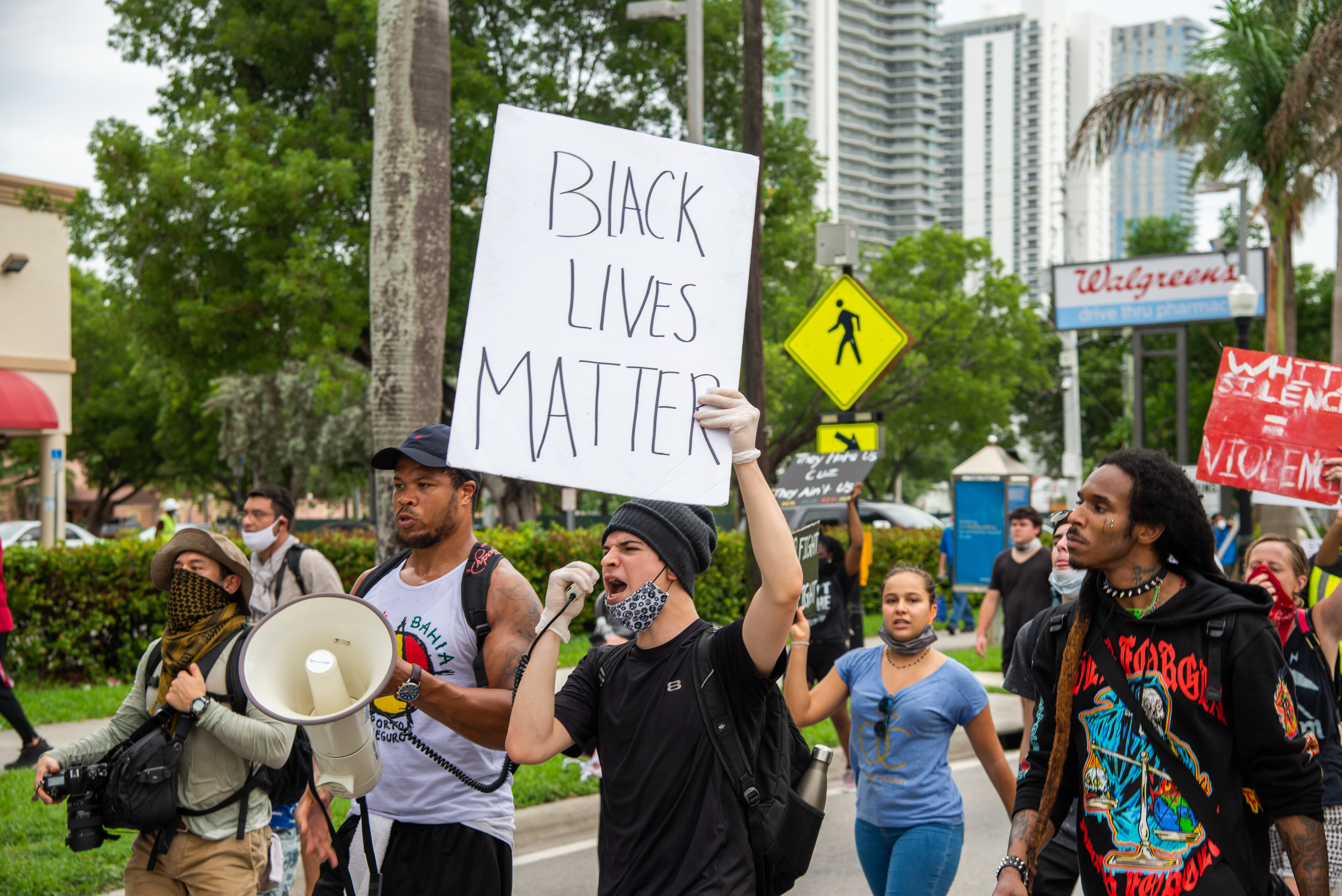
Manifestant brandissant une pancarte Black Lives Matter lors d'une manifestation à Miami en juin 2020.

À la suite du décès de George Floyd, plusieurs sujets reviennent au cœur des discussions médiatiques et politiques dont celui des violences policières. Le mouvement Black Lives Matter datant de 2013 revient également au-devant de la scène et prend une ampleur de niveau international. Ce mouvement prend place dans plusieurs nations du monde et fait remonter des cas de potentielles bavures policières passées. En parallèle, le groupe de hackers Anonymous refait surface après cinq années de discrétion et menace la police de Minneapolis de graves représailles à la suite de la mort de George Floyd.
De longues manifestations ont continué à Minneapolis après le drame, puis à travers tous les États-Unis. Le slogan souvent visible est « Pas de justice, pas de paix ! ». Le président Donald Trump déploie la Garde nationale des États-Unis à Minneapolis afin de calmer les manifestations, dans lesquelles d'autres bavures policières et incidents sont survenus.

### Limogeage, détention, jugement et condamnations
Le 26 mai 2020, les quatre policiers impliqués dans la mort de George Floyd dont Derek Chauvin sont limogés de la police de Minneapolis. Le 29 mai 2020, Derek Chauvin est interpellé et inculpé pour homicide involontaire. À la suite de cela, le 30 mai 2020, sa femme Kellie Chauvin demande le divorce et exprime sa plus forte compassion envers les proches de George Floyd. Le 3 juin 2020, les faits sont requalifiés. Derek Chauvin est désormais inculpé pour « meurtre non prémédité ». Le 8 juin 2020, Derek Chauvin comparaît pour la première fois en vidéo-conférence devant le juge du district du comté de Hennepin à Minneapolis. Le 11 septembre 2020, il comparaît avec les trois autres policiers impliqués dans l'affaire. Ceux-ci sont insultés par des manifestants. Le 7 octobre 2020, il est remis en liberté à la suite du paiement de la caution dont la somme s'élève à un million de dollars. Son procès est fixé au 8 mars 2021 et ceux des trois autres policiers impliqués est fixé pour mars 2022.

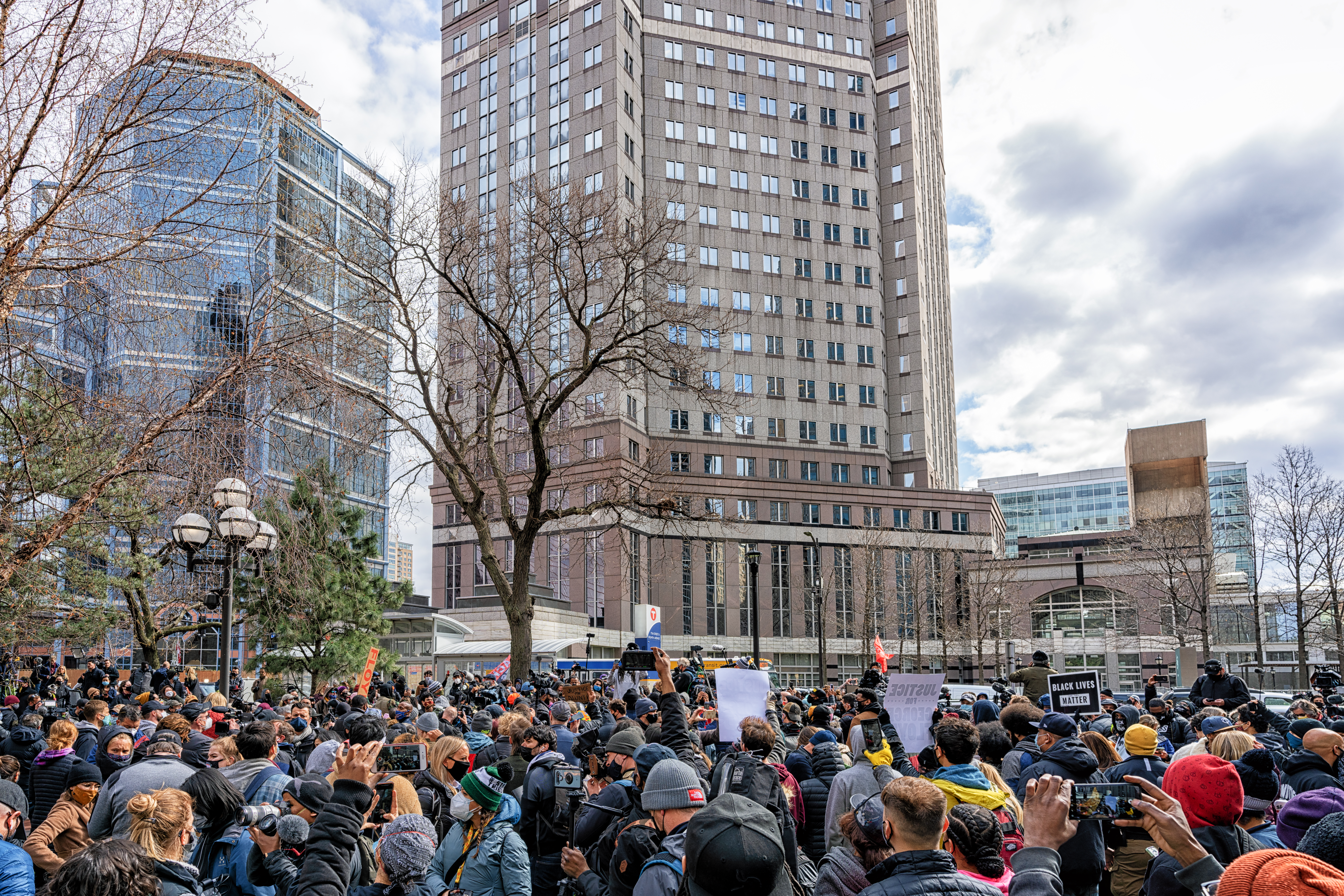
Une foule se rassemblant à l'extérieur du tribunal à l'annonce du verdict, le 20 avril 2021.

Le procès de Derek Chauvin s'ouvre le 8 mars 2021, marquant la première fois qu'un juge du Minnesota autorisait les caméras à montrer un procès criminel complet. Le 20 avril 2021, un jury déclare Derek Chauvin coupable de trois chefs d'accusation : meurtre involontaire au deuxième degré, meurtre au troisième degré et homicide involontaire au deuxième degré,. Il est ainsi le premier policier blanc du Minnesota à être condamné pour le meurtre d'une personne noire. Ce n'est que la deuxième fois qu'un policier est condamné pour meurtre dans le Minnesota, la première étant la condamnation pour meurtre au troisième degré du policier américano-somalien Mohamed Noor dans le meurtre de Justine Damond, une femme blanche. Deux semaines après avoir été déclaré coupable, l'ex-policier demande l'annulation du verdict, estimant que son « droit à un procès équitable » n'a pas été respecté. À la suite du verdict de culpabilité, le juge Cahill a accepté une requête de l'accusation visant à révoquer la caution de Chauvin et ce dernier a été remis en garde à vue,.
Le 25 juin 2021, il est condamné à 22 ans et demi de prison par la justice de l'État du Minnesota et le 7 juillet 2022, il est condamné à 21 ans de prison par la justice fédérale des États-Unis pour avoir violé les droits civiques de George Floyd.

### Agression en prison
Le 24 novembre 2023, Derek Chauvin survit à vingt-deux coups de couteau reçus d'un de ses codétenus au centre pénitentiaire fédéral de Tucson,, John Turscak, 52 ans, qui est mis ensuite en examen pour tentative d’homicide.